# Славяносербский район
Славяносе́рбский райо́н (укр. Слов'яносе́рбський райо́н) — де-юре упразднённая административно-территориальная единица Луганской области Украины. Расположен к северо-западу от Луганска. Административный центр — посёлок городского типа Славяносербск. Расстояние от административного центра до Луганска — 32 км. Площадь — 546 км². С апреля 2014 года большая часть района контролируется самопровозглашённой Луганской Народной Республикой.
Особенностью Славяносербского района является тот факт, что административным центром района является посёлок Славяносербск, а крупнейшим населённым пунктом — город Зимогорье, что не типично для административно-территориальных единиц Украины.

## История
История заселения Славяносербщины связана с последовательной сменой этнического состава населения: скифов, сарматов, ясов, болгаров, венгров, печенегов, половцев, татар, донских и запорожских казаков, украинских и русских колонистов и привлекаемых в Российскую империю инородцев: сербов, хорватов, венгров, валахов, немцев, евреев. Современное население района начало складываться в результате формирования на перешедшей Российскому царству от Крымского ханства территории между реками Луганью и Северским Донцом поселенного гусарского полка, а также последующего возникновения и развития железнодорожных и промышленных заведений, в населённые пункты близ которых переселялись жители разного этнического происхождения.
Край имеет древнейшую историю заселения, поскольку расположен в естественном степном коридоре между Азией и Европой, в котором перемещались многие из известных народов. Здесь обнаружены древние стоянки человека, следы Граветтской, Катакомбной, Срубной и Салтово-Маяцкой культур, найдены половецкие бабы и иные культурные артефакты раннего Средневековья. Первое воспоминание о существовании казацкого поста на месте нынешнего Славяносербска относится к 1740 году. В 1754 году на этом месте было основано российское пограничное поселение Подгорное, которое в 1784 году переименовано в город Донецк, а впоследствии — в Славяносербск. Интенсивное заселение этого края приходится на 50—60-е годы XVIII столетия. На территории района родился известный предводитель казацкого восстания донской казак Кондратий Афанасьевич Булавин.
Территории в бассейне реки Лугань — на правом берегу Северского Донца между реками Бахмут и Луганчик — стала называться Славяносербией вследствие деятельности на этой территории сербских полковников Шевича и Депрерадовича. Вслед за военными поселениями в Славяносербию начали переселяться крестьяне из Харьковской, Черниговской, Курской, Смоленской губерний, а также торговцы из разных краёв России, которых привлекали льготные условия торговли.
Славяносербский район был создан в 1919 году. В современном виде район существует с декабря 1966 года.
Указом Президиума Верховного Совета Украинской ССР от 10 августа 1949 года центр Славяносербского района Ворошиловградской области перенесён из посёлка Славяносербск в посёлок городского типа Фрунзе с переименованием Славяносербского района в Фрунзенский район.
В 1965 году Фрунзенский был переименован в Коммунарский район Луганской области.
В 1966 году Коммунарский район вновь стал Славяносербским и центром района вновь стал Славяносербск.
- 7 октября 2014 года в связи с разрывом административных связей в районе в результате вооружённого конфликта в Донбассе Постановлением Верховной Рады № 1693-VII «Про зміни в адміністративно-територіальному устрої Луганської області, зміну і встановлення меж Новоайдарського і Слов’яносербського районів Луганської області»[8] из состава Славяносербского района в состав Новоайдарского района Луганской области выведены 2 сельских (целиком) и 2 сельских (частично) советов общей площадью 28371,28 га:
  - Крымский сельский совет (из Славяносербского района; площадь — 10761,9 га), в том числе сёла Крымское, Причепиловка, Сокольники;
  - Трёхизбенский сельский совет (из Славяносербского района; площадь — 17217,4 га), в том числе сёла Трёхизбенка, Кряковка и Орехово-Донецкое;
  - село Лобачёво Жёлтенского совета (из Славяносербского района; площадь — 320,88 га);
  - село Лопаскино Славяносербского поссовета (из Славяносербского района; площадь — 71,1 га).

В июле 2020 года украинскими властями Славяносербский район был упразднён, а его территория была включена в состав Алчевского района.

## Население
48 355 человек (1 января 2019 года), в том числе городское население — 34 752 человека. Сельское: 13 603 человека. На территории района проживают украинцы, русские, белорусы, татары, армяне и другие национальности. Славяносербский район расположен в центральной части Луганской области.

## География
Территорией района протекают реки: Северский Донец, Лугань, Белая, Лозовая, Камышеваха.

## Административное деление
Количество советов:
- районный — 1
- городских — 1
- поселковых — 5
- сельских — 9

Количество населённых пунктов:
- города — 1 — Зимогорье
- пгт — 5 — Лозовский · Лотиково · Родаково · Славяносербск · Фрунзе
- сёл — 46
- посёлков (сельского типа) — 3 Криворожье, Металлист, Яснодольск
- хуторов — 1 — Новогригорьевка

## Транспорт

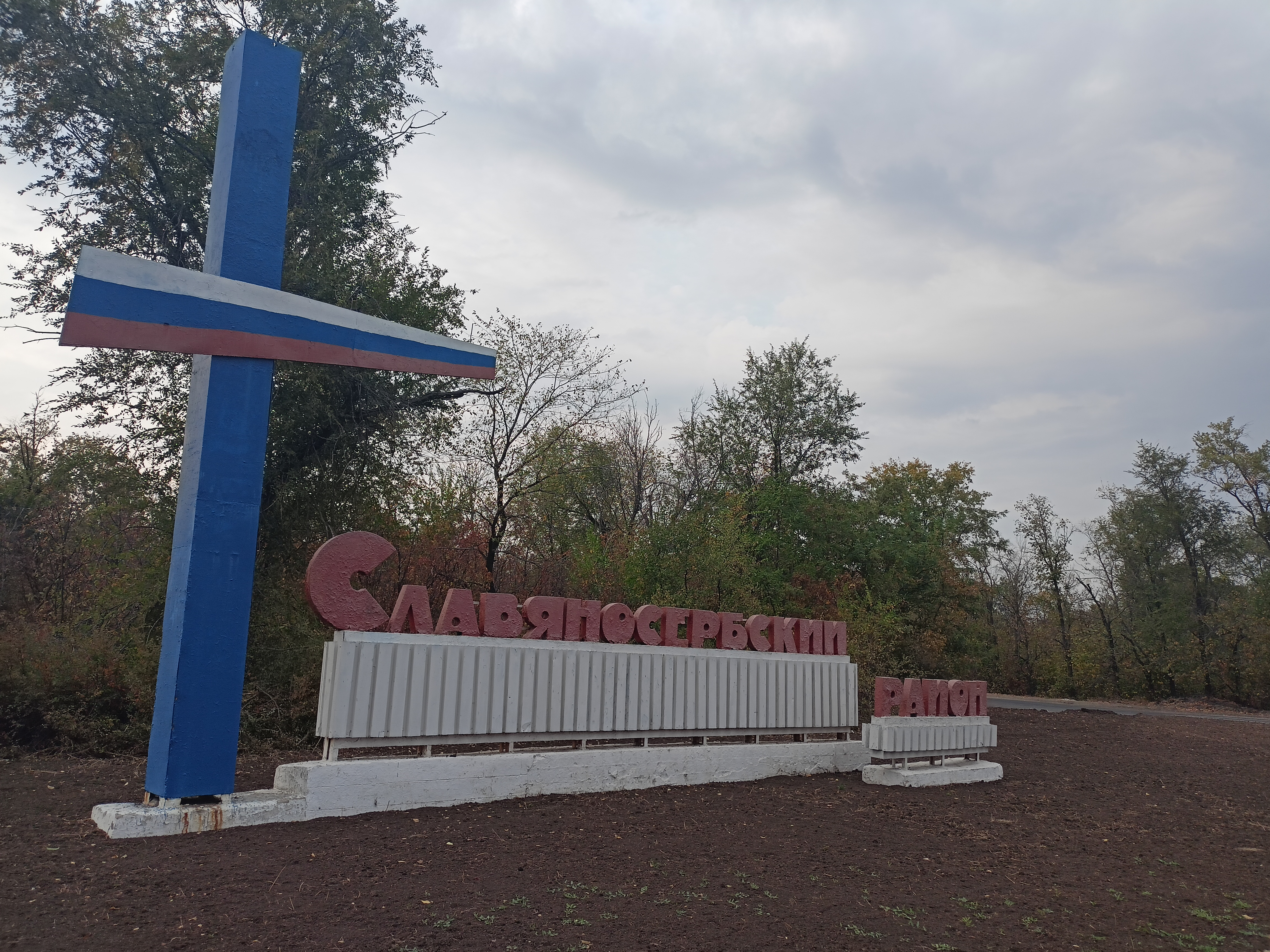
Стела на трассе Р-66 в 2023 году

По территории района проходит автомобильная дорога Р-66

## Достопримечательности
- Усадебный дом, вторая половина XVIII в. Единственная уцелевшая постройка усадьбы. N9 Кирпичное, оштукатуренное, прямоугольное в плане, двухэтажное с подвалами с анфиладной планировкой, характерной для усадебного дома конца XVIII — начала XIX вв. Шестиколонный коринфский портик главного фасада завершен треугольным фронтоном. Такой же коринфский портик на противоположном фасаде поставлен на высокую террасу. Стены обогащает рустовка первого этажа, лепной орнамент с растительными стилизованными формами и меандром над окнами второго этажа и на фронтонах. Находится в с. Веселая гора.
- Памятник «Комбат». Воздвигнут накануне празднования 35-й годовщины Великой Победы на месте подвига политрука А. Еременко, у шоссе близ п.г.т. Славяносербск.

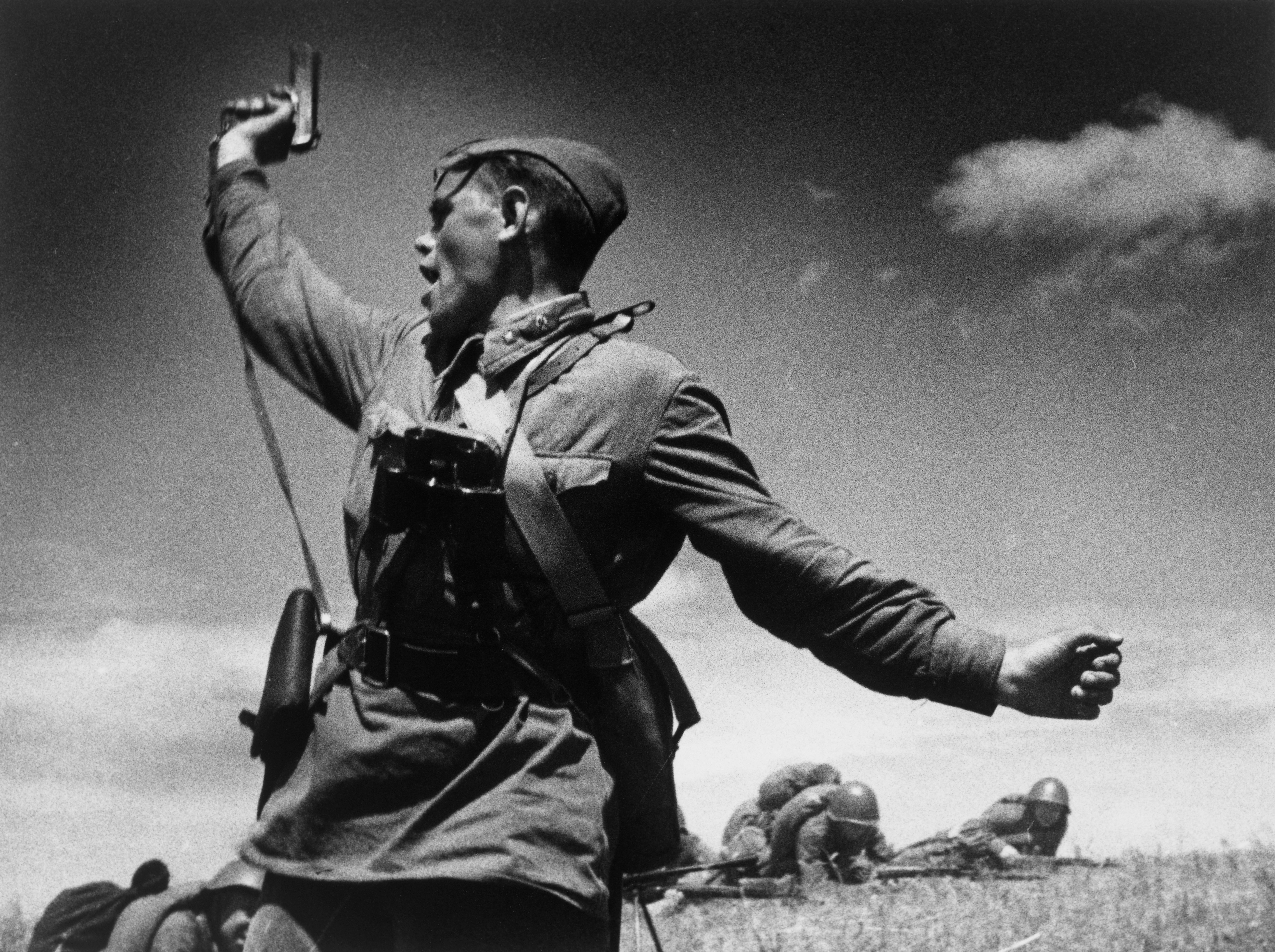
«Комбат»